# Czarna (Włoszczowska)
Czarna (Włoszczowska) – polska rzeka, prawobrzeżny dopływ Pilicy, o długości 47,5 km, jeden z najbardziej malowniczych dopływów tej rzeki. Źródła Czarnej Włoszczowskiej znajdują się w północno-wschodniej części Pasma Przedborsko-Małogoskiego na wysokości 220-230 m n.p.m. wśród rozległych mokradeł koło miejscowości: Lipia Góra, Ostra Górka, Wysoka Góra i Bukowa Górka. Tereny w górnym biegu Czarnej Włoszczowskiej są największym obszarem bagiennym na Wyżynie Małopolskiej. Jest tu bogate siedlisko pierwotnej flory i fauny. Z tego obszaru spływają promieniście ku szerokiej bramie na grzbiecie Przedborsko-Małogoskim liczne rzeczki i strugi. Koryto Czarnej Włoszczowskiej formuje się koło wsi Zamoście. Rzeka wcina się w dno doliny, a jej prąd znacznie przyśpiesza. Na odcinku zaledwie 20 km pokonuje ona 20 m różnicy wysokości i napełnia kilka stawów. Jeszcze niedawno Czarna Włoszczowska poruszała cztery młyny, a w XIX wieku – również tartak i hutę żelaza. Aż do ujścia rzeka silnie meandruje. Jej brzegi są zarośnięte olszą czarną. Czarna Włoszczowska uchodzi do Pilicy we wsi Ciemiętniki. Przepływa przez województwo świętokrzyskie.

## Dopływy
- Nowa Czarna (L)
- Czarna (P)
- Struga (P)